# Vrčići
Vrčići su naselje u sastavu Grada Paga, u Zadarskoj županiji. 

## Povijest
Selo Vrčići nastalo je u 19. stoljeću doseljenjem obitelji Stupičić iz Dinjiške na posjed paške plemićke obitelji Vidolin(Matešić).

## Stanovništvo
Prema popisu iz 2011. naselje je imalo 41 stanovnika.
| broj stanovnika |       |       | 21    | 9     | 19    | 30    | 30    |       | 67    | 73    | 82    | 72    | 51    | 37    | 43    | 41    | 27    |
|                 | 1857. | 1869. | 1880. | 1890. | 1900. | 1910. | 1921. | 1931. | 1948. | 1953. | 1961. | 1971. | 1981. | 1991. | 2001. | 2011. | 2021. |